# Havana Moon
Havana Moon – album Carlosa Santany wydany w 1983. Na albumie znajdują się covery Bo Diddley, Chuck Berry, Booker T & the MGs, Willie Nelson i The Fabulous Thunderbirds.

## Lista utworów
1. "Watch Your Step" (Phelps, Phelps) – 4:01
2. "Lightnin'" (Jones, Santana) – 3:51
3. "Who Do You Love?" (McDaniel) – 2:55
4. "Mudbone" (Santana) – 5:51
5. "One with You" (Jones) – 5:14
6. "Ecuador" (Santana) – 1:10
7. "Tales of Kilimanjaro" (Pasqua, Peraza, Rekow, Santana) – 4:50
8. "Havana Moon" (Berry) – 4:09
9. "Daughter of the Night" (Huss, Rickfors) – 4:18
10. "They All Went to Mexico" (Brown) – 4:47
11. "Vereda Tropical" (Curiel) – 4:57

## Twórcy
- Carlos Santana – gitara, perkusja, śpiew towarzyszący
- Jose Santana – skrzypce, śpiew
- Flaco Jimenez – akordeon
- Booker T. Jones – keyboard, śpiew towarzyszący
- Richard Baker – keyboard
- Barry Beckett – keyboard
- Alan Pasqua – keyboard, śpiew
- Jose Salcedo – puzon, trąbka
- Chris Solberg – keyboard, gitara, śpiew
- Lanette Stevens – róg
- Jimmie Vaughan – gitara
- Orestes Vilato – flet, perkusja, timbales, śpiew towarzyszący
- Kim Wilson – harmonijka, śpiew towarzyszący
- Greg Adams – struna, róg
- Gabriel Arias – skrzypce
- Oscar Chavez – puzon, trąbka
- Mic Gillette – trąbka, róg
- Emilio Castillo – róg, śpiew towarzyszący
- Marc Russo – róg
- Tramaine Hawkins – róg
- Stephen Kupka – róg
- Francisco Coronado – skrzypce
- Raymundo Coronado – skrzypce
- Keith Ferguson – bas
- Luis Gonsalez – bas
- David Hood – bas
- David Margen – bas, perkusja
- Fran Christina – perkusja
- Armando Peraza – perkusja, bongosy, śpiew
- Graham Lear – perkusja, instrumenty perkusyjne
- Raul Rekow – perkusja, konga, śpiew towarzyszący
- Alex Ligertwood – perkusja, śpiew
- Cherline Hall – śpiew towarzyszący
- Candelario Lopez – śpiew
- Roberto Moreno – śpiew
- Willie Nelson – śpiew
- Greg Walker – śpiew